# 坂本真宏
坂本 真宏（さかもと まさひろ、1991年1月19日 - ）は、日本の元プロボクサー。大阪府堺市出身。六島ボクシングジム所属。元WBOアジアパシフィックフライ級王者。

## 人物
泉北高校時代は帰宅部だったが、友人に誘われてキックボクシングのジムに通った。
大阪市立大学に入ってからボクシングを始めた。

## 来歴
2014年12月2日、六島ボクシングジムからのプロ入りを表明した。同月28日に住吉区民センターで平沼勇介との51.5キロ契約4回戦を戦い、4回3-0（39-37×2、39-38）の判定勝ちを収めデビュー戦を白星で飾った。
2015年西日本フライ級新人王として、東軍代表志賀弘康を相手に3回2分7秒TKO勝ちを収めて全日本新人王と敢闘賞を獲得した。この勝利でJBCの発表した最新ランキングで初めてフライ級日本ランク入りを果たす。
その後2連勝して2016年11月23日に木村翔とWBOアジアパシフィックフライ級王座決定戦を行い、0-2（112-116×2、114-114）で判定負けを喫して王座獲得に失敗して、プロ初黒星となった。
そして5ヵ月ぶりの試合は1RKO勝ちを収め、2017年12月2日に大阪府立体育会館第2競技場で元WBA世界ミニマム級王者クワンタイ・シスモーゼンとWBOアジアパシフィックフライ級王座決定戦を行い、3回2分29秒KO勝ちを収めてアジアパシフィック王座獲得に成功した。
2018年4月2日に大阪市住吉区民センターでウィチャー・プーライカオとWBOアジアパシフィックフライ級タイトルマッチを行い、6回1分36秒KO勝ちを収めてアジアパシフィック王座初防衛に成功した。同年12月31日にマカオでIBFフライ級王者のモルティ・ムザラネとIBFフライ級タイトルマッチを行い、10回終了TKO負けを喫して世界王座獲得に失敗した。
2019年5月26日、大阪市立大学第二体育館でWBOアジアパシフィックフライ級3位の阪下優友とWBOアジアパシフィックフライ級王座決定戦を行うも、6回1分6秒TKO負けを喫し、王座獲得に失敗した。
2019年5月30日、六島ジムで行われた記者会見において会長の枝川孝から26日の試合後に引退を表明したことが発表された。

## 戦績
- アマチュアボクシング - 24勝6敗
- プロボクシング - 16戦13勝3敗0分（9KO）

| 戦           | 日付           | 勝敗 | 時間    | 内容    | 対戦相手                       | 国籍             | 備考                                    |
| ------------ | -------------- | ---- | ------- | ------- | ------------------------------ | ---------------- | --------------------------------------- |
| 1            | 2014年12月28日 | ☆    | 4R      | 判定3-0 | 平沼勇介（フュチュール)        | 日本             | プロデビュー戦                          |
| 2            | 2015年4月19日  | ☆    | 4R 2:01 | TKO     | 井上宜久（真正）               | 日本             | 2015年西日本フライ級新人王予選          |
| 3            | 2015年7月19日  | ☆    | 1R 2:09 | KO      | 中庄谷航大（明石）             | 日本             | 2015年西日本フライ級新人王予選          |
| 4            | 2015年9月27日  | ☆    | 2R 2:59 | KO      | 村上博英（大阪帝拳）           | 日本             | 2015年西日本フライ級新人王決勝          |
| 5            | 2015年11月15日 | ☆    | 5R      | 判定2-1 | 吉房克曜（トヤマ）             | 日本             | 2015年新人王戦フライ級西軍代表決定戦    |
| 6            | 2015年12月20日 | ☆    | 3R 2:07 | KO      | 志賀弘康(石神井スポーツ)       | 日本             | 2015年全日本フライ級新人王決勝戦        |
| 7            | 2016年4月17日  | ☆    | 8R      | 判定2-0 | 油田京士 (エディタウンゼント)  | 日本             |                                         |
| 8            | 2016年7月31日  | ☆    | 8R      | 判定3-0 | 諸一宇（尼崎）                 | 日本             |                                         |
| 9            | 2016年11月23日 | ★    | 12R     | 判定0-2 | 木村翔（青木）                 | 日本             | WBOアジアパシフィックフライ級王座決定戦 |
| 10           | 2017年4月9日   | ☆    | 1R 2:42 | KO      | ペットナラー・ペットプームジム | タイ             |                                         |
| 11           | 2017年7月23日  | ☆    | 1R 1:03 | TKO     | タクシン・ルンスンノン         | タイ             |                                         |
| 12           | 2017年12月3日  | ☆    | 3R 2:29 | KO      | クワンタイ・シスモーゼン       | タイ             | WBOアジアパシフィックフライ級王座決定戦 |
| 13           | 2018年4月1日   | ☆    | 6R 1:36 | KO      | ウィチャー・プーライカオ       | タイ             | アジアパシフィック王座防衛1             |
| 14           | 2018年8月11日  | ☆    | 5R 2:09 | TKO     | コウ・キチャン                 | 韓国             |                                         |
| 15           | 2018年12月31日 | ★    | 10R終了 | TKO     | モルティ・ムザラネ             | 南アフリカ共和国 | IBF世界フライ級タイトルマッチ           |
| 16           | 2019年5月26日  | ★    | 6R 1:06 | TKO     | 阪下優友（角海老宝石）         | 日本             | WBOアジアパシフィックフライ級王座決定戦 |
| テンプレート |                |      |         |         |                                |                  |                                         |

## 獲得タイトル
- 全日本フライ級新人王
- WBOアジアパシフィックフライ級王座（防衛1=返上）

## メディア出演
- ドッキリ!ハッキリ!三代澤康司です[18]（朝日放送ラジオ、2018年12月19日および2019年1月4日放送分「今日のスペッシャル!」にゲスト出演）